# Стельмах, Митрофан Фёдорович
Митрофан Фёдорович Стельмах (1918—1993) — советский учёный в области сверхвысокочастотной и лазерной техники; Лауреат Государственной премии СССР; доктор технических наук, профессор.

## Биография
Родился 21 декабря 1918 года в селе Большое Мешково Амвросиевского района Донецкой области в семье рабочего и крестьянки. Отец, Фёдор Ефимович Стельмах, работал мастером в местной инструментальной мастерской в кузнечном цехе, а затем стал её начальником, мать Анна Ивановна была домохозяйкой.
Вскоре семья переехала в Амвросиевку, где Митрофан Стельмах окончил семилетнюю школу. Продолжая учёбу, он каждый день ездил в Иловайск — большой железнодорожный узел на Донецкой железной дороге, где была десятилетняя средняя школа. Окончив её в 1935 году, он уехал в Харьков, где жила семья сестры и поступил в Харьковский университет, на физическое отделение физико-математического факультета. На первом курсе его избрали секретарём комсомола. При распределении студентов по кафедрам Стельмах выбрал кафедру электроники профессора А. А. Слуцкина. Курс общей физики читал Л. Д. Ландау, на факультете преподавали многие другие выдающиеся учёные и педагоги, такие как, например, создатель отечественной школы СВЧ-техники профессор С. Д. Гвоздовер, определяющим образом повлиявший на избранный Стельмахом путь — исследования и разработка СВЧ-приборов. Вместе с Стельмахом учились, ставшие впоследствии известными учёными, Борис Иеремиевич Веркин, Яков Борисович Файнберг, Борис Григорьевич Дубовский. 
После окончания университета в 1940 году М. Ф. Стельмах был оставлен в аспирантуре у Гвоздовера, но с началом войны, в июне 1941 года он был призван в Красную армию в звании младший лейтенант. Был направлен в 248-й отдельный сапёрный батальон (Западный и Волховский фронты). В действующей армии находился пять месяцев; в ноябре 1941 года получил в бою тяжёлое ранение, в результате которого потерял один глаз. После лечения в госпитале, в том же 1941 году был оставлен для прохождения дальнейшей воинской службы в тылу в органах контрразведки (19–я Запасная стрелковая бригада, Приволжский военный округ). В июле 1943 года был переведён в Саратовский гарнизон. 
В марте 1946 г. М. Ф.Стельмах был командирован в 7-й Отдельный резервный полк офицерского состава в Московский военный округ. Уже в июле 1946 года он был прикомандирован к Научно-исследовательской лаборатории артиллерийского приборостроения Красной Армии (НИЛАП КА), располагавшуюся в Москве, вблизи площади Коммуны; направлен в радиолокационный отдел, которым руководил Лев Николаевич Лошаков, одним из научных консультантов был С. Д. Гвоздовер. В дальнейшем отдел Лошакова был переведён в НИИ-5 Главного артиллерийского управления МО СССР (ныне ОАО Московский НИИ приборной автоматики (МНИИПА)), где Стельмах принял активное участие в создании первой отечественной ЛБВ типа УВ-1, отличавшейся малым фактором шума.
В 1954 году отдел Лошакова по инициативе А. И. Берга был переведён в ЦНИИ-108 и в том же году Стельмах защитил диссертацию на соискание учёной степени кандидата технических наук на тему «Некоторые вопросы распространения и взаимодействия с электронным пучком электромагнитных волн в периодических структурах». В ЦНИИ-108 он последовательно занимал должности старшего инженера, начальника лаборатории, заместителя начальника отдела, начальника сектора.
К 1958 году М. Ф. Стельмах с сотрудниками разработал уникальную ЛОВ 8-мм диапазона с выходной мощностью до 20 ватт. В ней были применены оригинальная замедляющая система типа «гребенки» и ленточный электронный пучок, коллектор отсутствовал (его роль распределённым образом взяла на себя «гребёнка», что одновременно решило проблему и теплоотвода). При испытаниях ЛОВ были достигнуты мощности до 100 Вт. По тем временам создание такого прибора было выдающимся достижением, зарубежных аналогов не существовало. 
В 1960 году был назначен главным инженером 5-го Главного управления Госкомитета Совета министров СССР по радиоэлектронике. В этом году Т. Мейман в США создал первый лазер на рубине и в 1961 году Стельмах вернулся в ЦНИИ-108 на должность старшего научного сотрудника для реализации идеи создания нового института квантовой электроники. Вместе с В. М. Пролейко и группой военных учёных и инженеров из ЦНИИ-108 он начал готовить проект Постановления ЦК и Совета министров СССР о развитии квантовой электроники в СССР. В следующем году Постановлением ЦК КПСС и Совета министров СССР № 285-137 от 24 марта 1962 года было решено создать НИИ-333, будущий НИИ «Полюс», первым директором которого был назначен М. Ф. Стельмах. В 1966 году ему было присвоено звание генерал-майора инженерно-технических войск.
В 1970 году, уже более семи лет работая директором НИИ «Полюс», М. Ф. Стельмах защитил во фрязинском НИИ-160 диссертацию на соискание учёной степени доктора технических наук. Диссертация была посвящена не лазерам, которыми он теперь занимался а СВЧ–приборам, над которыми он работал ранее.
В 1980 году ему было присвоено учёное звание «профессор». Он состоял членом Учёного совета МФТИ, был заведующим базовой кафедрой квантовой электроники факультета физической и квантовой электроники МФТИ (1974—1989), членом Научного совета Академии наук СССР по проблеме «Нелинейная и когерентная оптика», заместителем главного редактора (Н. Г. Басова) журнал «Квантовая электроника», непременным членом ряда диссертационных советов и экспертом высшей квалификации по рассмотрению проектов, заместителем Председателя по Межведомственному координационному совету (МВКС) по квантовой электронике, председателем секций двух МВКС (по квантовой электронике и оптоэлектронике).
Проработав в должности заместителя по науке около полутора лет и не получая поддержки от нового директора, М.Ф. Стельмах счёл необходимым в мае 1984 г. перейти на должность начальника лаборатории - начальника Центра физико-химических исследований и высокоточных измерений НИИ «Полюс». В этой должности он проработал до своей кончины 22 ноября 1993 года.

## Награды
Был награждён орденами Ленина, Красной Звезды, Трудового Красного Знамени и 9-ю медалями (в т.ч. «За боевые заслуги»).
В 1979 году получил составе соавторов Государственную премию СССР за создание и внедрение лазерного технологического оборудования.

## Семья
М. Ф. Стельмах познакомился с будущей женой, Валентиной Ивановной Соколовой, в Саратове, куда она была эвакуирована из блокадного Ленинграда — работала в бухгалтерии полка Саратовского гарнизона. В 1943 году они поженились. Их дети: Олег (1945—?), Галина (1954—?).